# Buffalo Girls
Buffalo Girls ist ein US-amerikanischer Western aus dem Jahr 1995. Regie führte Rod Hardy, das Drehbuch schrieb Cynthia Whitcomb anhand eines Romans von Larry McMurtry.

## Handlung
Im Mittelpunkt des Films steht die Lebensgeschichte von Calamity Jane, die ihre verschollene Tochter sucht und sich an den Wilden Westen erinnert. Sie lernt die Bordellbesitzerin Dora DuFran kennen, mit der sie sich anfreundet. Später begleitet Calamity Jane William Frederick Cody, der nach England reist, wo er in einer Show den Wilden Westen vorstellt.

## Kritiken
Das Lexikon des internationalen Films schrieb, der Film sei ein „unterhaltsamer Spätwestern mit feministischem Einschlag, dessen manchmal sprunghaft entwickelten Episoden durch ihre sorgfältig rekonstruierte Atmosphäre überzeugen“.

## Auszeichnungen
Der Film gewann im Jahr 1995 für den Tonschnitt den Emmy. Zu den zehn weiteren Nominierungen für den Emmy gehörten jene für Anjelica Huston, Sam Elliott, die Filmproduzentinnen, die Filmmusik von Lee Holdridge, den Schnitt und die Kostüme. Francine Maisler wurde 1995 für den Preis Artios der Casting Society of America nominiert.
Melanie Griffith und Sam Elliott wurden im Jahr 1996 für den Golden Globe Award nominiert. Anjelica Huston wurde 1996 für den Screen Actors Guild Award nominiert. Der Film wurde 1996 für den Cinema Audio Society Award nominiert.

## Hintergründe
Der Film wurde in New Mexico und in England gedreht. Seine Erstveröffentlichung in den USA fand am 30. April 1995 statt. In Australien und in Italien wurde er zuerst auf Video bzw. DVD veröffentlicht.